# Long Road Out of Eden Tour
Long Road Out Of Eden Tour – jedyna trasa koncertowa grupy muzycznej Eagles, trwająca od 20 marca 2008 do 19 listopada 2011 r.; obejmująca 161 koncertów.

## Koncerty w2008

### Europa
- 20, 22, 23 i 26 marca – Londyn, Anglia – The O2
- 1 i 3 kwietnia – Rotterdam, Holandia – Ahoy Rotterdam

### Ameryka Północna
- 2 maja – Indio, Kalifornia, USA – Stagecoach Festival
- 14, 16, 17 i 20 maja – Atlanta, Georgia, USA – Verizon Wireless Amphitheatre at Encore Park
- 21 maja – Charlottesville, Wirginia, USA – John Paul Jones Arena
- 24 i 25 maja – Newark, New Jersey, USA – Prudential Center
- 28 i 30 maja – Nowy Jork, USA – Madison Square Garden
- 14 lipca – Filadelfia, Pensylwania, USA – Wachovia Center
- 17 i 18 lipca – Atlantic City, New Jersey, USA – Borgata
- 21, 24 i 26 lipca – Toronto, Kanada – Air Canada Centre
- 28 lipca – Waszyngton, USA – Verizon Center
- 30 i 31 lipca – Boston, Massachusetts, USA – TD Banknorth Garden
- 2 sierpnia – Moncton, Kanada – Magnetic Hill Concert Site
- 6 września – Tulsa, Oklahoma, USA – BOK Center
- 8 września – San Antonio, Teksas, USA – AT&T Center
- 9 września – Houston, Teksas, USA – Toyota Center
- 13 i 14 września – Dallas, Teksas, USA – American Airlines Center
- 16 września – North Little Rock, Arizona, USA – Alltel Arena
- 18 września – Nashville, Tennessee, USA – Sommet Center
- 20 września – St. Louis, Missouri, USA – Scottrade Center
- 21 września – Milwaukee, Wisconsin, USA – Bradley Center
- 24 i 25 września – Chicago, Illinois, USA – United Center
- 29 września – Green Bay, Wisconsin, USA – Resch Center
- 30 września – Minneapolis, Minnesota, USA – Target Center
- 8 listopada – Omaha, Nebraska, USA – Qwest Center Omaha
- 9 listopada – Kansas City, Missouri, USA – Sprint Center
- 11 listopada – Tulsa, Oklahoma, USA – BOK Center
- 13 listopada – Springfield, Missouri, USA – JQH Arena
- 15 listopada – Dallas, Teksas, USA – American Airlines Center
- 16 listopada – Memphis, Tennessee, USA – FedExForum
- 18 listopada – Cincinnati, Ohio, USA – U. S. Bank Arena
- 20 listopada - Waszyngton, USA – Verizon Center
- 21 listopada – Pittsburgh, Pensylwania, USA – Mellon Arena
- 23 listopada – Hershey, Pensylwania, USA – Giant Center
- 25 listopada - Filadelfia, Pensylwania, USA – Wachovia Center
- 26 listopada – Worcester, Massachusetts, USA – DCU Center
- 1 grudnia - Houston, Teksas, USA – Toyota Center

## Koncerty w2009

### Ameryka Północna
- 12 stycznia – Hampton, Wirginia, USA – Hampton Coliseum
- 14 stycznia – Charlotte, Karolina Północna, USA – Time Warner Cable Arena
- 16 stycznia – North Charleston, Karolina Południowa, USA – North Charleston Coliseum
- 17 stycznia – Greensboro, Karolina Północna, USA – Greensboro Coliseum
- 19 stycznia – Greenville, Karolina Południowa, USA – BI-LO Center
- 21 stycznia – Knoxville, Tennessee, USA – Thompson-Bolling Arena
- 23 stycznia – Nowy Orlean, Luizjana, USA – New Orleans Arena
- 24 stycznia – Birmingham, Alabama, USA – BJCC Arena
- 26 stycznia – Sunrise, Floryda, USA – BankAtlantic Center
- 28 stycznia – Jacksonville, Floryda, USA – Jacksonville Veterans Memorial Arena
- 29 stycznia – Tampa, Floryda, USA – St. Pete Times Forum
- 31 stycznia – Orlando, Floryda, USA – Amway Arena
- 7 marca – Edmonton, Kanada – Rexall Place
- 8, 10 i 11 marca – Saskatoon, Kanada – Credit Union Centre
- 13 marca – Winnipeg, Kanada – MTS Centre
- 15 marca – Fargo, Dakota Północna, USA – Fargodome
- 17 marca – Columbia, Maryland, USA – Mizzou Arena
- 18 marca – Moline, Illinois, USA – i wireless Center
- 21 marca – Auburn Hills, Michigan, USA – The Palace of Auburn Hills
- 22 marca – Indianapolis, Indiana, USA – Consesco Fieldhouse
- 24 marca – Cleveland, Ohio, USA – Quicken Loans Arena
- 26 marca – Hoffman Estates, Illinois, USA – Sears Centre
- 28 marca – Kansas City, Missouri, USA – Sprint Center
- 29 marca – Columbus, Ohio, USA – Value City Arena
- 9 maja – Salt Lake City, Utah, USA – Rio Tinto Stadium

### Europa
- 29 maja – Malmö, Szwecja – Malmö Stadion
- 30 maja – Aarhus, Dania – Aarhus Stadion
- 1 czerwca – Bergen, Norwegia – Koengen
- 4 czerwca – Helsinki, Finlandia – Hartwall Areena
- 7 czerwca – Berlin, Niemcy – O2 World
- 8 czerwca – Praga, Czechy – O2 Arena
- 10 czerwca – Wiedeń, Austria – Wiener Stadthalle
- 12 czerwca – Zurych, Szwajcaria – Hallenstadion
- 13 czerwca – Mediolan, Włochy – Datchforum
- 15 czerwca – Monachium, Niemcy – Olympiahalle
- 17 czerwca – Kolonia, Niemcy – Lanxess Arena
- 18 czerwca – Antwerpia, Belgia – Sportpaleis Antwerp
- 28 czerwca – Galway, Irlandia – Pearse Stadium
- 30 czerwca – Belfast, Irlandia Północna – Odyssey Arena
- 2 lipca – Dublin, Irlandia – RDS Arena
- 4 lipca – Glasgow, Szkocja – Hampden Park
- 7 i 8 lipca – Birmingham, Anglia – National Indoor Arena
- 11 i 12 lipca – Manchester, Anglia – Manchester Evening News Arena
- 16 lipca – Hamburg, Niemcy – Color Line Arena
- 18 lipca – Arnhem, Holandia – GelreDome
- 21 lipca – Madryt, Hiszpania – Palacio de Deportes de la Comunidad de Madrid
- 22 lipca – Lizbona, Portugalia – Pavilhão Atlântico

## Koncerty w2010

### Ameryka Północna
- 16, 17 i 20 kwietnia – Los Angeles – Hollywood Bowl
- 21 kwietnia – Phoenix, Arizona, USA – US Airways Center
- 24 kwietnia – Las Vegas, Nevada, USA – MGM Grand Garden Arena
- 25 kwietnia – Anaheim, Kalifornia, USA – Honda Center
- 27 kwietnia – Sacramento, Kalifornia, USA – ARCO Arena
- 30 kwietnia i 1 maja – San Jose, Kalifornia, USA – HP Pavilion
- 9, 10 maja i 14 maja – Vancouver, Kanada – GM Place, koncert 14 maja został przeniesiony do PNE Coliseum
- 17 maja – Portland, Oregon, USA – Rose Garden (przeniesiony)
- 20 maja – Denver, Kolorado, USA – Pepsi Center
- 22 maja – Ontario, Kanada – Citizens Business Bank Center
- 23 maja – San Diego, Kalifornia, USA – Cricket Wireless Amphitheatre
- 26 maja – Seattle, Waszyngton, USA – KeyArena (przeniesiony)
- 29 maja - Portland, Oregon, USA – Rose Garden (przeniesiony)
- 30 maja – Boise, Idaho, USA – Idaho Center (przeniesiony)
- 1 czerwca – Vancouver, Kanada – PNE Colisuem (przeniesiony)
- 8 czerwca – Toronto, Kanada – Rogers Centre (z udziałem Dixie Chicks)
- 10 czerwca – East Rutherford, New Jersey, USA – New Meadowlands Stadium (z udziałem Dixie Chicks i Keitha Urbana)
- 12 czerwca – Boston, Massachusetts, USA – Gillette Stadium (z udziałem Dixie Chicks i Keitha Urbana)
- 17 czerwca – Raleigh, Karolina Północna, USA – RBC Center (z udziałem Dixie Chicks i Keitha Urbana)
- 19 czerwca – Chicago, Illinois, USA – Soldier Fields (z udziałem Dixie Chicks)
- 22 czerwca – Winnipeg, Kanada – Canad Inns Stadium (z udziałem Dixie Chicks)
- 24 czerwca – St. Louis, Missouri, USA – Busch Stadium
- 26 czerwca - Dallas, Teksas, USA – American Airlines Center
- 27 czerwca - Houston, Teksas, USA – Toyota Center
- 30 czerwca – Wichita, Kansas, USA – INTRUST Bank Arena
- 1 lipca – Little Rock, Arizona, USA – Verizon Arena
- 10 października – Austin, Teksas, USA – Austin City Limits Music Festival
- 16 października – Louisville, Kentucky, USA – KFC Yum!Center
- 19 października – Pittsburgh, Pensylwania, USA – Consol Energy Center
- 22 października – University Park, Pensylwania, USA – Bryce Jordan Center
- 27 października – Sunrise, Floryda, USA – BankAtlantic Center
- 29 października – Lubbock, Teksas, USA – United Spirit Arena

### Australia
- 30 listopada; 2, 3, 6 i 7 grudnia – Sydney; 30 listopada, 2 i 3 grudnia – Sydney Entertainment Centre; 6 i 7 grudnia – Acer Arena
- 10 grudnia  – Perth, Perth Oval
- 13 i 14 grudnia – Brisbane, Brisbane Entertainment Centre
- 17, 18, 21 i 22 grudnia – Melbourne, Rod Laver Arena

## Koncerty w2011

### Azja
- 20 lutego – Bangkok, Tajlandia – Impact Arena
- 23 lutego – Singapur, Singapoore Indoor Stadium
- 26 i 27 lutego – Tajpej, Tajwan – Linkou Stadium
- 1 marca – Osaka, Japonia – Osaka Dome
- 3 marca – Nagoja, Japonia – Nagoya Dome
- 5 i 6 marca – Tokio, Japonia – Tokyo Dome
- 9 marca – Szanghaj, Chiny – Mercedes-Benz Arena
- 12 marca – Pekin, Chiny – Wukesong Indoor Stadium
- 15 i 16 marca – Seul, Korea Południowa – Olympic Gymnastic Arena
- 18 marca – Hongkong – Hong Kong Convention and Exhibition Centre

### Europa
- 9 czerwca – Reykjavík, Islandia – Laugardshöll
- 12 czerwca – Stavanger, Norwegia – Viking Stadion
- 13 czerwca – Oslo, Norwegia – Norwegian Wood
- 15 czerwca – Aalborg, Dania – Hjallerup
- 17 czerwca – Sundsvall, Szwecja – Norrporten Arena
- 19 czerwca – Wiesbaden, Niemcy – Bowling Green
- 21 czerwca - Kolonia, Niemcy - Lanxess Arena
- 23 czerwca – Berlin, Niemcy – Waldbühne
- 25 czerwca – Graz, Austria – Schwarzl Freizeitzentrum
- 26 czerwca – Monachium, Niemcy – Königsplatz
- 28 czerwca – Hamburg, Niemcy – O2 World
- 1 lipca – Paddock Wood, Anglia – Hop Farm Festival

### Ameryka Północna
- 5 i 19 listopada – Las Vegas, Nevada, USA – MGM Grand Garden Arena